# Ossining
Ossining er en by i Westchester County i delstaten New York i USA. Byen har et indbyggertal på 40.061 (2020) indbyggere. Byen, som ligger 50 km nord for New York City, er kendt for fængslet Sing Sing.
Kara DioGuardi, der er dommer på den 8. sæson af American idol, er født og opvokset i byen